# Geschichte der Energieumwandlung
Die Geschichte der Energieumwandlung beschreibt die Geschichte energieumwandelnder Techniken und Systeme.
Die Nutzung von Energie zur Verbesserung der Lebensumstände und zur Erweiterung der begrenzten Möglichkeiten des menschlichen Körpers ist eng verbunden mit der Geschichte des Menschen. Grundsätzlich sind Lebewesen und damit auch der Mensch energieumwandelnde Systeme. Pflanzen wandeln mittels Photosynthese Strahlungsenergie der Sonne in chemische Energie um, Tiere nutzen diese in den Pflanzen gespeicherte Energie wiederum mit der Atmung in einer exothermen Reaktion für die Lebensfunktionen, die u. a. als Bewegung und Körperwärme wahrnehmbar ist.
Ausgangsbasis für die Energieumwandlung in technischer Hinsicht sind Primärenergieträger wie die Sonnenenergie und davon abgeleitet Windenergie und Wasserkraft, Kernbrennstoffe oder fossile Energieträger wie Kohle, Erdöl und Erdgas.
Das Feuer ist in der Menschheitsgeschichte eine sehr ursprüngliche Form der Energieumwandlung. Chemisch gebundene Energie in Form von Pflanzen bzw. Biomasse wird dabei in Wärmeenergie umgewandelt und diente und dient als Wärmequelle zum Überleben in kalten Zonen und zur Zubereitung von Nahrung durch Garen.
Die Nutzung der Muskelkraft von Haustieren ist z. B. für das alte Ägypten belegt, wo mittels eines Schaduffs Agrarflächen bewässert wurden. Spätere Anlagen werden als Göpel bezeichnet. Auch nutzten die Ägypter in der Zeit um 3.500 v. Chr. Wind- und Wasserkraft.
Während bereits seit der Antike frühe Formen der Wärmekraftmaschine bekannt waren (etwa der „Heronsball“), die chemische Energie in Wärme- und letztlich Bewegungsenergie umwandelten, ermöglichte die vervollkommnete Dampfmaschine ab dem 18. Jahrhundert eine deutliche Erweiterung der technischen Möglichkeiten.
Den Dampfmaschinen folgten in der Wende zum 20. Jahrhundert der Elektromotor, der elektrische Energie in Bewegungsenergie umwandelt. Mit der Erweiterung der Stromnetze im Rahmen der Elektrifizierung wurde elektrische Energie in weiten Bereichen nutzbar und schaffte eine Verfügbarkeit von Bewegungsenergie (beispielsweise in Werkzeugmaschinen), Strahlungsenergie in Form von Licht und auch Wärmeenergie (Nutzung in Öfen).
Mit dem Verbrennungsmotor, der chemische Energie bis zu einem maximalen Wirkungsgrad von 43 % Prozent (bei Dieselmotoren) in nutzbare Bewegungsenergie umwandelt, bekam die Mobilität einen besonderen Stellenwert.
Ab Mitte der 20. Jahrhunderts wurde mit der zivilen Nutzung der Kernenergie, bei der elektrische Energie mittels Kernspaltung erzeugt wird,  umfassender verfügbar.
Seit der Erkenntnis, dass die Nutzung von Primärenergiequellen in absehbarer Zeit endet und mit dem Ausstoß klimaschädlicher Gase verbunden ist und die Entsorgung von Abfällen aus der Nutzung von Kernbrennstoffen problematisch ist, wird nach weiteren Möglichkeiten der Energieumwandlung gesucht. Der Fokus der weiteren Entwicklung der Energieumwandlung liegt im Wesentlichen in der Nutzung erneuerbarer Energien wie der Photovoltaik und der Windenergie.